# Boa Vista (Paraíba)
Boa Vista is een gemeente in de Braziliaanse deelstaat Paraíba. De gemeente telt 5.908 inwoners (schatting 2009).
De gemeente grenst aan Cabaceiras, São João do Cariri, Gurjão, Soledade, Boqueirão, Pocinhos en Campina Grande.